# Ragbi klub Čelik
Il Ragbi Klub Čelik ("Associazione rugbistica Čelik"; abbreviato in R.K. Čelik) è una società di rugby a 15 di Zenica fondata nel 1972. È il club più vittorioso della Bosnia-Erzegovina.

## Storia[1]
Il Ragbi klub Čelik è il più antico club di rugby di Bosnia-Erzegovina, fu fondato il 5 marzo 1972 e il primo presidente fu Nezir Odić.
La prima partita si giocò il 20 settembre 1972 contro una squadra composta in parte dai giocatori del RK Nada e il restante del "Makarska".
Nel 1982 vinsero il primo titolo jugoslavo per poi proseguire "l'epoca d'oro" con un totale di 7 
campionati jugoslavi e 6 Coppe di Jugoslavia.

## Palmarès

### Trofei nazionali
- Campionato bosniaco di rugby a 15: 21 (record)
1992, 1993, 1994, 1995, 1996, 1997, 1998, 1999, 2000, 2001, 2002, 2003, 2004, 2005, 2006, 2007, 2008, 2009, 2010, 2011, 2012, 2013, 2014
- Coppa di Bosnia-Erzegovina (rugby a 15): 21 (record)
1992, 1993, 1994, 1995, 1996, 1997, 1998, 1999, 2000, 2001, 2002, 2003, 2004, 2005, 2006, 2007, 2008, 2009, 2010, 2011, 2012, 2013, 2014
- Campionati jugoslavi: 7
1982, 1983, 1984, 1985, 1986, 1987, 1990
- Coppe di Jugoslavia: 6
1983, 1985, 1987, 1988, 1990, 1991

### Trofei internazionali
- Regional Rugby Championship: 1
2014-15